# 168 (عدد)
168 هو عدد صحيح. طبيعي بين 167 و169

## في الرياضيات

### خصائص
- 168عدد زوجي
- 168عدد زائد
- 168 عدد مضلعي (57 أضلاع-...)